# Eltville
Eltville est une ville au bord du Rhin dans le land de Hesse en Allemagne.
Son nom provient de « Alta Villa » (ville située dans les hauteurs) ou Eltfeld. C’est la plus vieille et plus grande ville du Rheingau, elle est connue pour ses cultures de vigne qui élabore un vin mousseux et de roses.

## Quartiers
Eltville est divisée en cinq Ortsbezirke :
- Eltville (centre-ville) ;
- Erbach ;
- Hattenheim ;
- Martinsthal ;
- Rauenthal.

## Histoire
Ce bourg est le chef-lieu du Rheingau. Le traité entre l'Empereur Charles IV et Günther XXI Graf von Schwarzburg-Blankenburg y fut signé en 1349. Ce bourg se présente agréablement ; on y remarque son clocher très haut qui se termine en cinq pointes, une très grande auberge, bâtie sur le bord du Rhin, plusieurs maisons seigneuriales dont la plus considérable appartient au comte d'Eltz. Outre le travail des vignes, les habitants élèvent beaucoup de bétail et cultivent avec soin les terres intérieures jusqu'au village de Kiedrich, ce qui leur procure une vie aisée et même une forte d'opulence.
Après l'élection en 1328 de l'archevêque de Trèves Baudouin de Luxembourg comme archevêque de Mayence par le chapitre de la cathédrale de Mayence et la nomination simultanée d'Henri III de Virnebourg par le pape Jean XXII, il en résulta un schisme en raison de cette double occupation par le siège de Mayence, Eltville étant lieu de résidence.
| Appartenances historiques Électorat de Mayence 983-1803 Nassau-Usingen 1803-1806 Duché de Nassau 1806-1866 Royaume de Prusse (Province de Hesse-Nassau) 1866-1918 République de Weimar 1918-1933 Reich allemand 1933-1945 Allemagne occupée 1945-1949 Allemagne 1949-présent |

## Lieux et monuments
- Château de Reinhartshausen

## Personnalités liées à la ville
- Ernest Langwerth de Simmern (1865-1942), ambassadeur né et mort à Eltville.

## Jumelage
Montrichard (France)